# بروك غوتيرز
بروك غوتيرز (بالإنجليزية: Brock Gutierrez)‏ هو لاعب كرة قدم أمريكية أمريكي، ولد في 25 سبتمبر 1973 في شارلوت في الولايات المتحدة.

## وصلات خارجية
- بروك غوتيرز على موقع مرجع كرة القدم المحترفة.كوم (الإنجليزية)